# Saint-Symphorien-sur-Coise
Saint-Symphorien-sur-Coise és un municipi francès situat al departament del Roine i a la regió d'Alvèrnia-Roine-Alps. L'any 2007 tenia 3.428 habitants.

## Demografia

### Població
El 2007 la població de fet de Saint-Symphorien-sur-Coise era de 3.428 persones. Hi havia 1.444 famílies de les quals 488 eren unipersonals (224 homes vivint sols i 264 dones vivint soles), 456 parelles sense fills, 388 parelles amb fills i 112 famílies monoparentals amb fills.
La població ha evolucionat segons el següent gràfic:
Habitants censats

### Habitatges
El 2007 hi havia 1.682 habitatges, 1.477 eren l'habitatge principal de la família, 31 eren segones residències i 174 estaven desocupats. 944 eren cases i 737 eren apartaments. Dels 1.477 habitatges principals, 766 estaven ocupats pels seus propietaris, 685 estaven llogats i ocupats pels llogaters i 26 estaven cedits a títol gratuït; 30 tenien una cambra, 179 en tenien dues, 332 en tenien tres, 458 en tenien quatre i 478 en tenien cinc o més. 927 habitatges disposaven pel capbaix d'una plaça de pàrquing. A 767 habitatges hi havia un automòbil i a 464 n'hi havia dos o més.

### Piràmide de població
La piràmide de població per edats i sexe el 2009 era:
| Homes | Edats   | Dones |
| ----- | ------- | ----- |
| 4     | 95 o +  | 12    |
| 12    | 90 a 94 | 24    |
| 36    | 85 a 89 | 40    |
| 36    | 80 a 84 | 28    |
| 60    | 75 a 79 | 104   |
| 108   | 70 a 74 | 100   |
| 100   | 65 a 69 | 120   |
| 88    | 60 a 64 | 76    |
| 64    | 55 a 59 | 92    |
| 104   | 50 a 54 | 112   |
| 128   | 45 a 49 | 92    |
| 84    | 40 a 44 | 108   |
| 108   | 35 a 39 | 72    |
| 124   | 30 a 34 | 88    |
| 100   | 25 a 29 | 100   |
| 73    | 20 a 24 | 56    |
| 80    | 15 a 19 | 112   |
| 116   | 10 a 14 | 32    |
| 96    | 5 a 9   | 76    |
| 72    | 0 a 4   | 56    |

## Economia
El 2007 la població en edat de treballar era de 1.988 persones, 1.478 eren actives i 510 eren inactives. De les 1.478 persones actives 1.375 estaven ocupades (723 homes i 652 dones) i 103 estaven aturades (42 homes i 61 dones). De les 510 persones inactives 204 estaven jubilades, 153 estaven estudiant i 153 estaven classificades com a «altres inactius».

### Ingressos
El 2009 a Saint-Symphorien-sur-Coise hi havia 1.516 unitats fiscals que integraven 3.381 persones, la mediana anual d'ingressos fiscals per persona era de 16.373 €.

### Activitats econòmiques
Dels 270 establiments que hi havia el 2007, 4 eren d'empreses extractives, 16 d'empreses alimentàries, 1 d'una empresa de fabricació de material elèctric, 1 d'una empresa de fabricació d'elements pel transport, 24 d'empreses de fabricació d'altres productes industrials, 31 d'empreses de construcció, 54 d'empreses de comerç i reparació d'automòbils, 8 d'empreses de transport, 14 d'empreses d'hostatgeria i restauració, 5 d'empreses d'informació i comunicació, 20 d'empreses financeres, 7 d'empreses immobiliàries, 34 d'empreses de serveis, 38 d'entitats de l'administració pública i 13 d'empreses classificades com a «altres activitats de serveis».
Dels 67 establiments de servei als particulars que hi havia el 2009, 1 era una oficina d'administració d'Hisenda pública, 1 gendarmeria, 1 oficina de correu, 5 oficines bancàries, 1 funerària, 9 tallers de reparació d'automòbils i de material agrícola, 1 taller d'inspecció tècnica de vehicles, 3 autoescoles, 2 paletes, 5 guixaires pintors, 9 fusteries, 5 lampisteries, 2 electricistes, 3 empreses de construcció, 6 perruqueries, 2 veterinaris, 1 agència de treball temporal, 6 restaurants, 2 agències immobiliàries, 1 tintoreria i 1 saló de bellesa.
Dels 25 establiments comercials que hi havia el 2009, 1 era un supermercat, 1 una botiga de menys de 120 m², 7 fleques, 1 una carnisseria, 1 una llibreria, 1 una botiga de roba, 6 botigues d'equipament de la llar, 1 una botiga d'electrodomèstics, 3 botigues de mobles, 1 un drogueria, 1 una perfumeria i 1 una floristeria.
L'any 2000 a Saint-Symphorien-sur-Coise hi havia 10 explotacions agrícoles que ocupaven un total de 154 hectàrees.

## Equipaments sanitaris i escolars
El 2009 hi havia 1 hospital de tractaments de mitja durada (seguiment i rehabilitació), 1 un hospital de tractaments de llarga durada, 2 farmàcies i 1 ambulància.
El 2009 hi havia 1 escola maternal i 2 escoles elementals. A Saint-Symphorien-sur-Coise hi havia 1 col·legi d'educació secundària i 1 liceu d'ensenyament general. Als col·legis d'educació secundària hi havia 505 alumnes i als liceus d'ensenyament general 520.

## Poblacions més properes
El següent diagrama mostra les poblacions més properes.